# Роккасекка
Роккасекка (итал. Roccasecca) — коммуна в Италии, располагается в области Лацио, в провинции Фрозиноне. Город в котором родился Фома Аквинский. 
Население составляет 7 355 человек (2016 г.). Занимает площадь 43 км². Почтовый индекс — 3038. Телефонный код — 0776.

## История
История Рокасекки тесно связана с её стратегическим расположением. Известно, что Фома Аквинский родился в Рокасекке в 1225 году, в замке своего отца Ландульфа, графа Аквинского. Замок был важным оборонительным сооружением, построенным Мансо, аббатом Монте Кассино, в 994 году как часть внешней линии обороны аббатства, от которого он находится в километре.

## Демография
Динамика населения:

## Администрация коммуны
- Официальный сайт: http://www.comune.roccasecca.fr.it/